# Hienas (asterismo)
Las hienas o Al Dhi'bah (ألذعب) es la denominación de una antigua y extinta constelación en la tradición astrológica árabe (bereber) preislámica, muy anterior a la tradición astronómica greco-latina. Está compuesta de tres asterismos que relacionan estrellas de la actual constelación de Boyero.

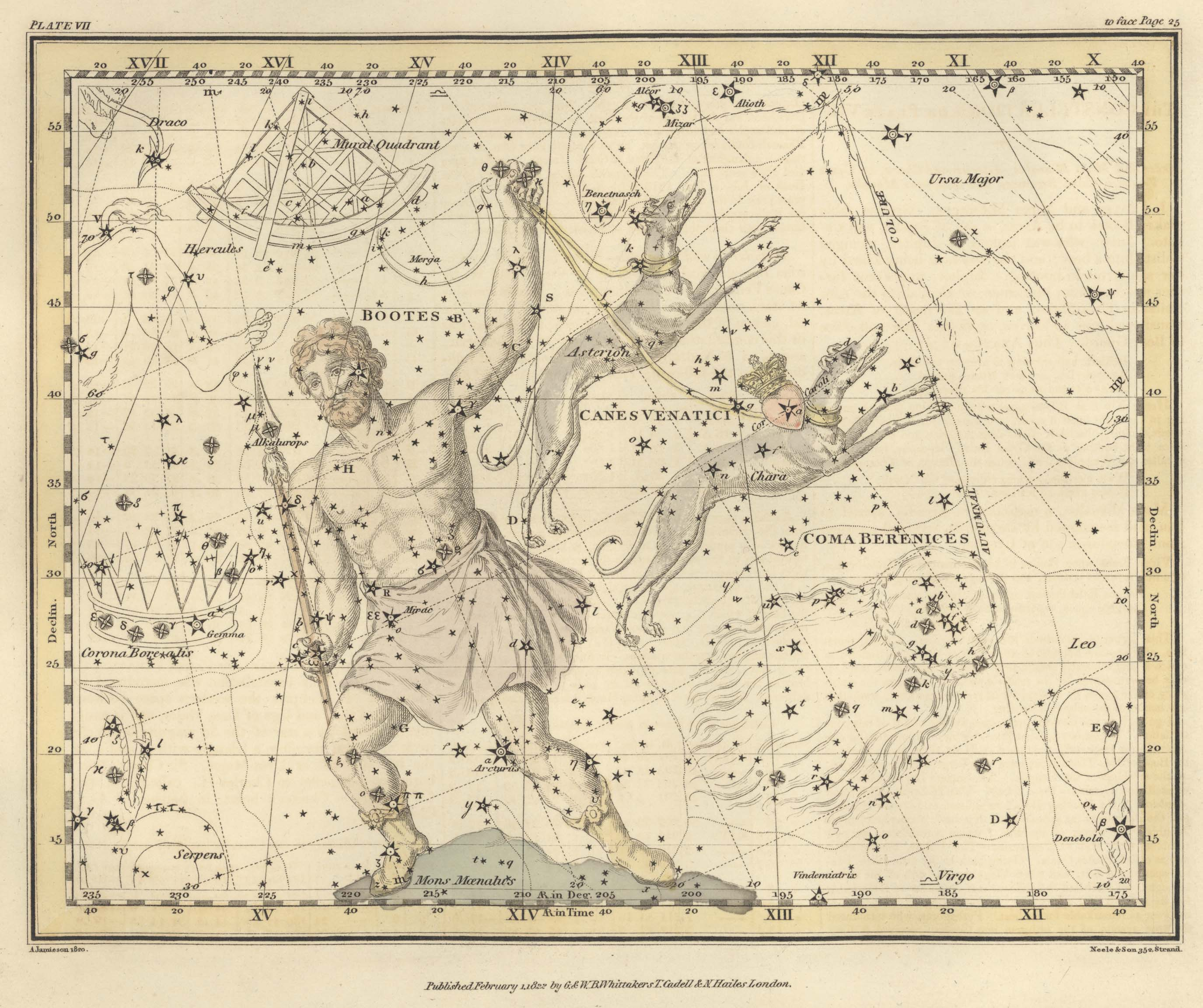
Constelación de Bootes. Atlas Celeste de Alexander Jamieson (lámina 7)

## Asterísmos y componentes

### Al Dhi'bah (Las hienas)
Al Dhi'bah (ألذعب) compuesto por las estrellas más brillantes del sector superior de Boyero, en la figura griega de la constelación, serían estrellas posicionadas en el tronco, brazos y cabeza.
- Nekkar (Beta (β) Bootis)
- Seginus (Gamma (γ) Bootis)
- Princeps (Delta (δ) Bootis)
- Alkalurops (Mu (μ) Bootis)

### Al aulād al dhiʼb (Los cachorros de las hienas)
Al aulād al dhiʼb (ألعولد ألذعب) son un cuarteto de estrellas poco brillantes de la constelación del Boyero que definen el brazo izquierdo que está levantado llevando los amarres de un par de lebreles.
Un terceto de estrellas, conocidas como las Aselli y la cuarta estrella denominada Auladhíba.
- Aselli (del latín "Los asnos") es un conjunto de tres estrellitas que conforman la mano izquierda del boyero que es mantenida en alto y formando un puño, desde donde son asidos los lebreles.
  - Asellus Primus / Asellus I (Theta (θ) Bootis): primer asno
  - Asellus Secundum / Asellus II (Iota (ι) Bootis): segundo asno
  - Asellus Tertius / Asellus III (Kappa (κ) Botis): tercer asno

- Auladhíba es la estrella Lambda (λ) Bootis posicionada en el brazo izquierdo del boyero, que está alzado, su nombre procede del colectivo al que perteneció.[2]

Es conveniente no confundir el asterismo de las Aselli de Boyero con el asterismo de las Aselli de la constelación del Cangrejo o Cáncer, cuyo origen en este último caso se relaciona con el cercano cúmulo El Pesebre (M44), flanqueado por dos asnos:
- Asellus Borealis (Gamma (γ) Cancri): asno boreal.
- Asellus Australis (Delta (δ) Cancri): asno austral.

### Al Aulād al Nadhlāt (la pequeña de la hiena)
"La pequeña" (Al Aulād al Nadhlāt) está referido a un par de estrellas, una brillante y otra débil, siendo una, la madre y la débil, la pequeña o cachorrita, relacionados con las hienas está formada por dos estrellas pertenecientes al brazo derecho del boyero. Lo forman la estrella Aulanáthlat (Psi (ψ) Bootis) y muy probablemente la estrella Izar (Épsilon (ε) Bootis).